# Венсенський замок

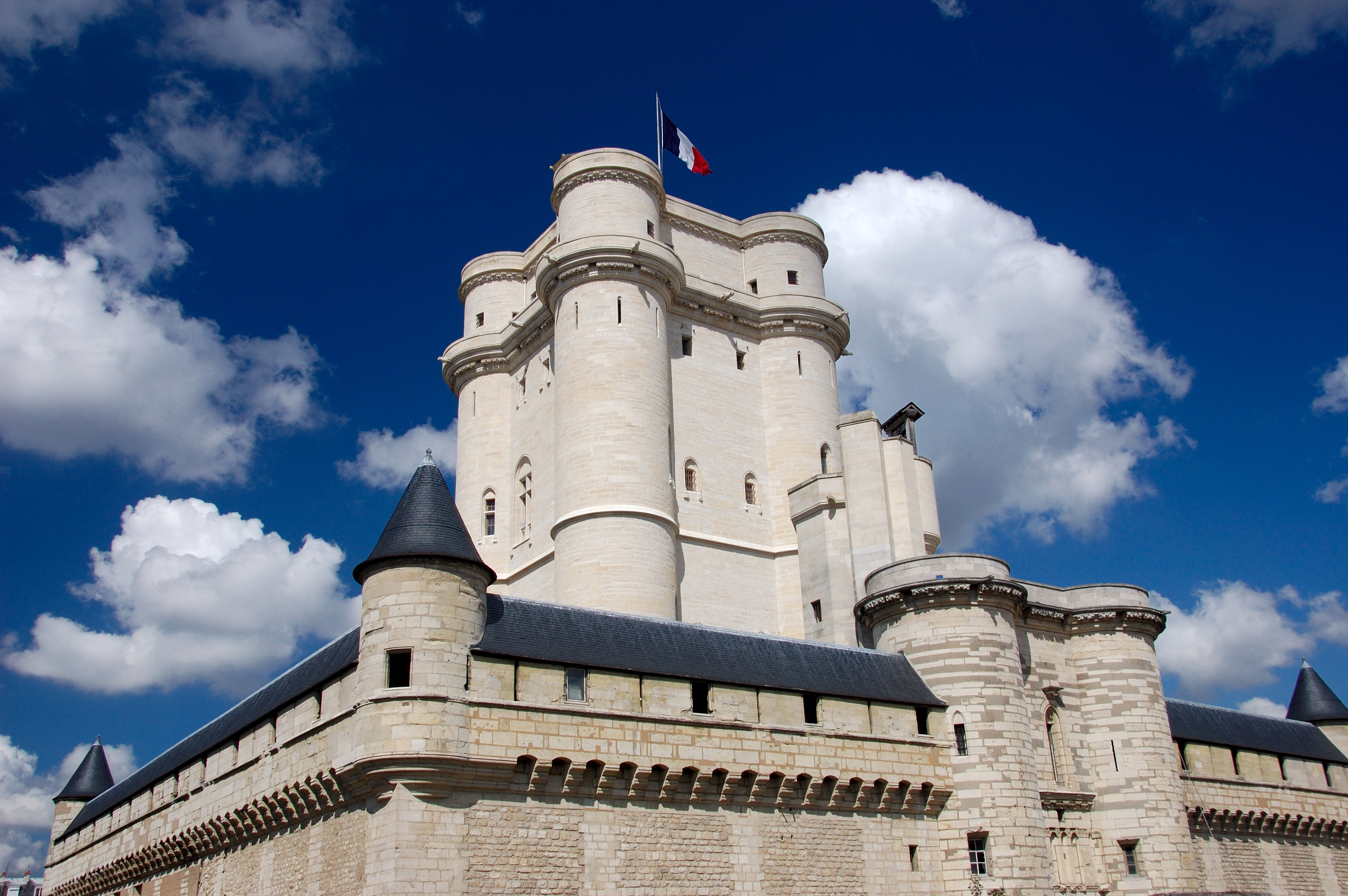
Цитадель Венсенського замку

Венсенський замок (фр. Château de Vincennes) — замок в околицях Парижа. Збудований для королів Франції в XIV — XVII століттях у Венсенському лісі, на місці мисливського угіддя XII століття. Навколо замку склалося місто Венсен, нині — передмістя Парижа.

## Історія
Близько 1150 на місці замку побудовано мисливський будинок для Людовика VII.
У XIII столітті маєток розширено Філіпом Августом та Людовиком Святим (саме з Венсенського замку Людовик вирушив у фатальний для себе хрестовий похід в Туніс).
У XIV столітті тут одружувалися королі Філіп III та Філіп IV і народилися Людовик X, Філіпп V Довгий та Карл IV.
У XIV столітті, за Філіппа VI, замок був істотно розширений і здобув вежу-донжон заввишки 52 метри, де було влаштовано королівські покої і бібліотеку. Близько 1410, вже за Карла VI, завершений периметр зовнішніх стін. За часів французьких релігійних воєн XVI століття замок став тюрмою, в тому числі — для майбутнього короля Генріха IV.

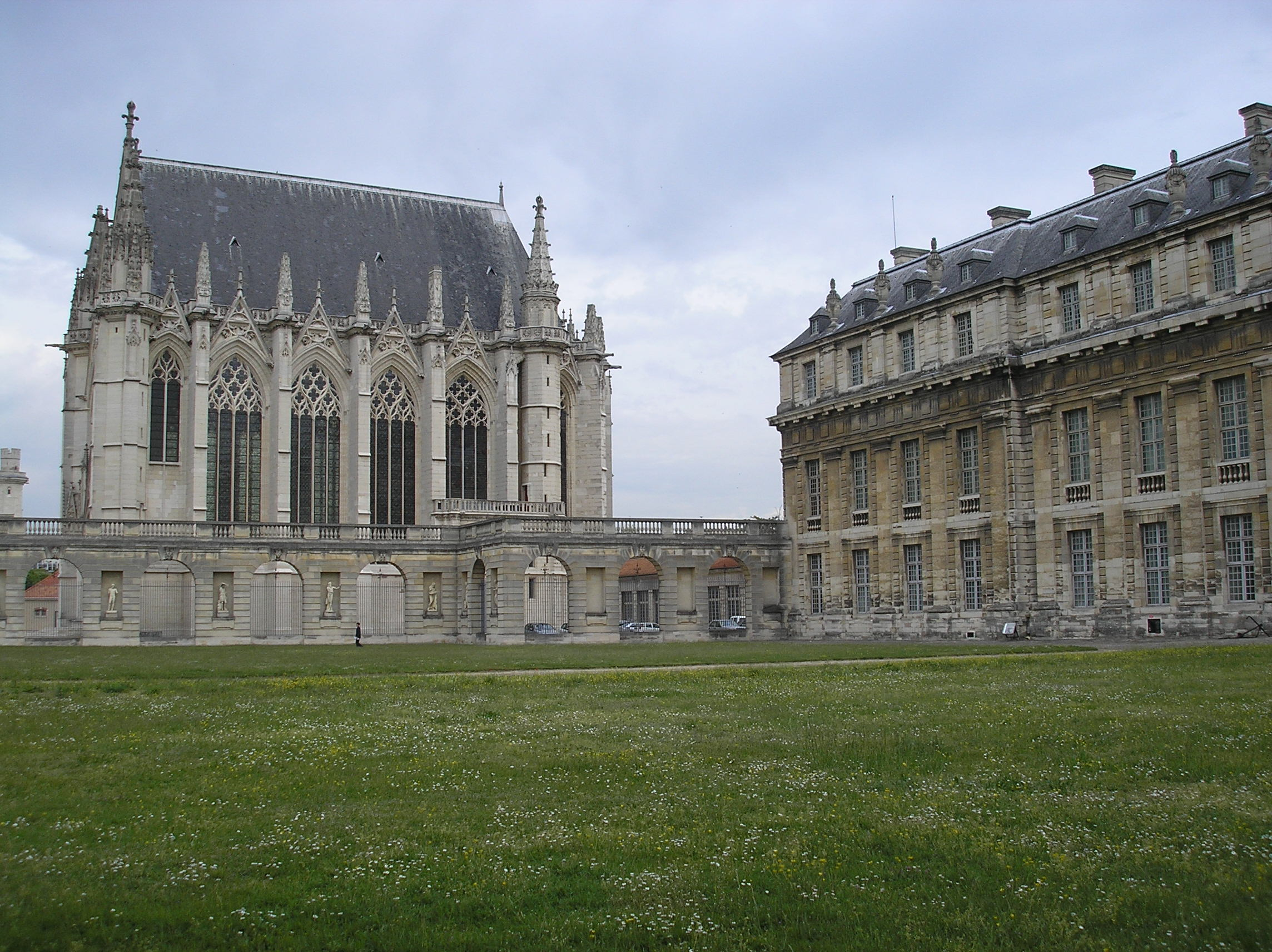
Каплиця і замкнутий двір за проєктом Луї Ліво

У XVII столітті архітектор Луї Лє Во вибудував на замовлення Людовика XIV два павільйони — один призначався для вдови королеви, інший — для кардинала Мазаріні. Однак після того, як увагу короля привернув новий проєкт — Версаль — оздоблювальні роботи нових павільйонів було покинуто. Будівельники знову прийшли в Венсен тільки в 1860 році під керівництвом реставратора Віолле-ле-Дюка.
У XVIII столітті королі назавжди залишили замок. У ньому розташувалася Венсенська порцелянова мануфактура (з 1740) і організована в'язниця. У Венсені були ув'язнені звинувачений у шпигунстві Джон Ванбро, колишній суперінтендант фінансів Ніколя Фуке, скандально відомий Маркіз де Сад, філософ Дені Дідро та письменник Оноре Габріель Мірабо.
У 1804 тут страчено викраденого герцога Енгієнського.
У XX столітті в замку було страчено французами Мата Харі в 1917 і німцями — 30 мирних заручників в 1944.

## Практична інформація
До замку можна добратися паризьким метро, доїхавши до кінцевої станції лінії № 1, що називається Château de Vincennes.